# Ectropis occiduaria
Ectropis occiduaria är en fjärilsart som beskrevs av Achille Guenée 1858. Ectropis occiduaria ingår i släktet Ectropis och familjen mätare. Inga underarter finns listade i Catalogue of Life.